# Premis YoGa 2008
Els 19è Premis YoGa foren concedits al "pitjoret" de la producció cinematogràfica de 2007 per Catacric la nit del 30 de gener de 2008 "en un lloc cèntric de Barcelona" per un jurat anònim que ha tingut en compte les apreciacions, comentaris i suggeriments dels lectors de la seva web.

## Guardonats
| Secció           | Premi               | Nom                                    | Guanyador                                                                                       |
| ---------------- | ------------------- | -------------------------------------- | ----------------------------------------------------------------------------------------------- |
| Cinema estranger | Pitjor pel·lícula   | "Salir pitando"                        | La brúixola daurada                                                                             |
| Cinema estranger | Pitjor director     | "Un engaño de pi...jo!"                | Darren Aronofsky, per The Fountain                                                              |
| Cinema estranger | Pitjor actor        | "Gatillazo a la gloria"                | Nicolas Cage, per Ghost rider: El motorista fantasma, Next i National Treasure: Book of Secrets |
| Cinema estranger | Pitjor actriu       | "Botox de ambición"                    | Nicole Kidman, per Retrat d'una obsessió, Invasió i La brúixola daurada                         |
| Cinema espanyol  | Pitjor pel·lícula   | "¡Ave, Magdalena Álvarez!"             | Oviedo Express                                                                                  |
| Cinema espanyol  | Pitjor direcció     | "El jefe de todo esto"                 | Gerardo Herrero, per Una mujer invisible                                                        |
| Cinema espanyol  | Pitjor actor        | "El portero siempre llama dos veces"   | Fernando Tejero, per Días de cine i El club de los suicidas                                     |
| Cinema espanyol  | Pitjor actriu       | "¿Hay Carmelo?"                        | Aitana Sánchez-Gijón, per La carta esférica i Oviedo Express                                    |
| Cinema espanyol  | Uno de los nuestros | "Un buen programa lo tiene cualquiera" | Cayetana Guillén Cuervo                                                                         |
| Especials        | Intelectuales       | "Noche en el museo"                    | A la ciutat de Sylvia, In land empire i El silenci abans de Bach                                |
| Especials        | Amistades           | "GarciLandia"                          | José Luis Garci i Alfredo Landa, "por su matrimonio compulsivo"                                 |
| Especials        | Plagas              | "Del orfanato al Lolita's Club"        | Supersortits i Knocked Up                                                                       |